# Linsells församling
Linsells församling var en församling i Härnösands stift och i Härjedalens kommun i Jämtlands län. Församlingen uppgick 2006 i Svegsbygdens församling.
Församlingskyrka var Linsells kyrka. Församlingskoden var 236102.

## Administrativ historik
Församlingen bildades 1798 genom utbrytning ur Svegs församling som kapellförsamling. Enligt beslut den 21 april 1922 upphöjdes Linsell till annexförsamling, en benämning som dock hade förekommit redan innan beslutet. I Nordisk familjeboks andra upplaga kallas Linsell för annex (bandet tryckt 1912). Enligt Skatteverket blev Linsell de facto annexförsamling den 12 maj 1870, men de jure först enligt nämnda beslut 1922.
Kapellpredikanttjänsten i Linsell upphöjdes till komministertjänst den 1 maj 1871.
Församlingen ingick till 1867 i pastoratet Sveg, Lillhärdal, Överhogdal (till 1 maj 1814), Älvros och Linsell. Från 1867 till 2006 ingick församlingen i pastoratet Sveg, Älvros och Linsell.
Linsells församling upplöstes och uppgick den 1 januari 2006 i den nybildade Svegsbygdens församling.